# イブラヒマ・エムバイェ
イブラヒマ・エムバイェ（Ibrahima Mbaye, 1994年11月19日 - ）は、セネガル・ゲジャワイ出身のサッカー選手。ルーマニア・リーガ1のCFRクルジュ所属。ポジションはDF。セネガル代表。
イブラヒマ・ムバイェと表記されることもある。

## 経歴

### クラブ
2010年、アンドレア・ストラマッチョーニが監督を務めるインテル・ミラノのプリマヴェーラへ入団。2012年にはNextGenシリーズで優勝を経験した。
2012-13シーズンにトップチームの監督に就任したアンドレア・ストラマッチョーニと共に昇格。2012年8月9日に行われたUEFAヨーロッパリーグ予選3回戦・ハイドゥク・スプリト戦でトップチームデビューを果たし、同年12月4日にはインテルとの契約を2年間延長した。
2013年8月20日、アルフレッド・ダンカンと共にASリヴォルノ・カルチョへレンタル移籍。8月25日のローマ戦でセリエAデビューを飾った。2014-15シーズンはインテルに復帰したが、半年間で4試合の交代出場に終わった。
2015年1月23日、セリエBのボローニャFCへ条件付き買取義務でレンタルで移籍。セリエAへ昇格した場合は275万ユーロでの買取義務が発生する。ボローニャは2015-16シーズンを4位で終え、昇格プレーオフを勝ち抜きセリエAへ昇格したため、シーズン終了後に完全移籍した。

## タイトル

### クラブ
インテル・プリマヴェーラ
- NextGen シリーズ : 2011-12
- カンピオナート・プリマヴェーラ : 2011-12

### 代表
セネガル代表
- アフリカネイションズカップ : 2021